# Zoila Martínez
Zoila V. Martínez Guante là một luật sư, công tố viên và nhà ngoại giao từ Cộng hòa Dominica.
Martínez Guante tốt nghiệp bác sĩ Juris năm 1967.
Martínez là luật sư của Công tố viên Quốc gia, đồng thời là đại sứ của Hàn Quốc (Hàn Quốc). Với tư cách là công tố viên, cô là thành viên của nhóm điều tra đã điều tra vụ sát hại Jose Rafael Llenas Aybar vào năm 1996. Cô là Thanh tra viên của Cộng hòa Dominica kể từ ngày 29 tháng 5 năm 2013.
Martínez đã được Hàn Quốc trao tặng Huân chương Gwanghwa của Huân chương Dịch vụ Ngoại giao, và bởi chính đất nước của cô với Huân chương Chiến công của Duarte, Sánchez và Mella với Ngôi sao Bạc.